# Matorral xerófilo de Socotra
El matorral xerófilo de Socotra es una ecorregión de la ecozona afrotropical, así definida por WWF, que se extiende por el archipiélago de Socotra, en Yemen. En el 2008 el archipiélago ha sido declarado Patrimonio Mundial por la Unesco “por la gran riqueza y diversidad de su flora y fauna, así como por el elevado índice de endemismo de éstas”.

## Descripción

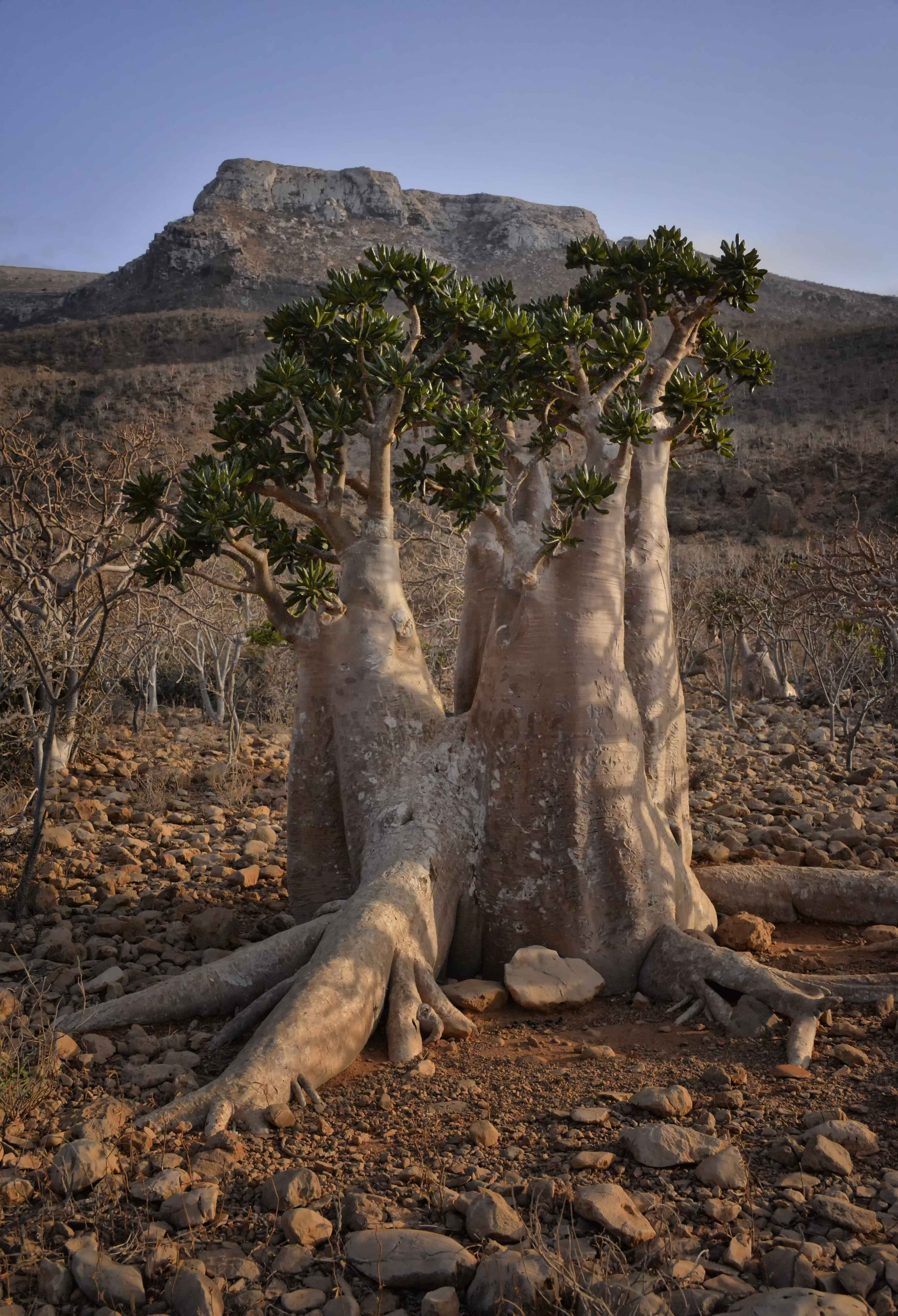
Adenium obesum subsp socotranum

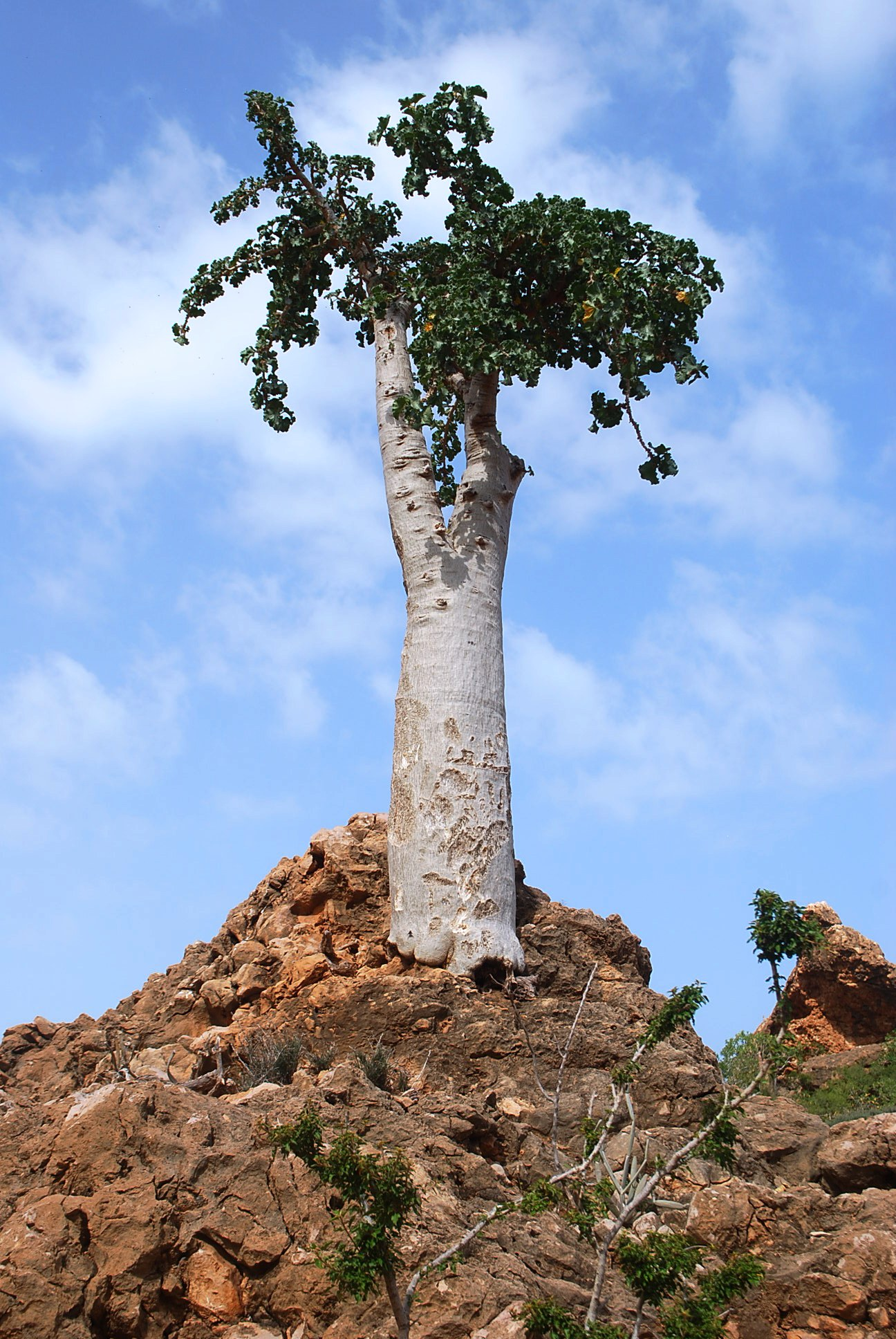
Dendrosicyos socotrana

La ecorregión ocupa 3.800 km². El largo aislamiento geológico del archipiélago -se separó del cuerno de África hace 10 millones de años en el contexto de la apertura del golfo de Adén entre las placas tectónicas arábiga y somalí-, su calor y la sequía se han combinado para crear unas flora y fauna endémicas. El 30 % de las plantas y el 90 % de los reptiles son endémicos, es decir, no se encuentran en ninguna otra parte más en la Tierra.

## Flora
El árbol de sangre de dragón Dracaena cinnabari es una de las plantas más llamativas de Socotra. Se creía que su savia roja era la sangre de dragón de los antiguos. Era buscada como tinte y utilizada hoy como pintura y barniz. Los diversos aloes endémicos de Socotra fueron importantes para la medicina y la cosmética. Otras plantas endémicas son el árbol Dorstenia gigas, el árbol de pepino Dendrosicyos socotrana y la Boswellia socotrana. Los árboles suculentos como Euphorbia arbuscula y Adenium obesum se elevan por encima del estrato arbustivo.

## Estado de conservación
En peligro crítico. Las principales amenazas son el aumento del turismo, el cambio climático, y la industrialización.

## Clima
El clima de la ecorregión es tropical y mayoritariamente árido (Clasificación climática de Köppen: BWh i BSh). Está influido por los vientos monzónicos del Océano Índico. El monzón del suroeste, de abril a octubre, trae vientos cálidos y secos del Cuerno de África. El monzón del noreste llega durante los meses de invierno, de noviembre a marzo, y trae temperaturas más bajas y más humedad. La media anual de temperaturas es de 25 °C.
La precipitación media anual oscila entre 150 mm en la llanura costera y más de 1.000 mm en la montaña. Las precipitaciones son esporádicas e impredecibles.